# Vita minor
Vita minor (Menší život), též Vita s. Procopii minor (Menší život sv. Prokopa) nebo Fuit itaque beatus abbas Procopius (úvodní slova) je česká latinsky psaná literární památka z poloviny 12. století. Autor je neznámý. Jde o legendu pojednávající o životě svatého Prokopa, zakladatele Sázavského kláštera. Jde též o nejstarší dochovanou a nejznámější prokopskou legendu vůbec. Legenda byla sepsána v Sázavském klášteře a nelze vyloučit, že byla vytvořena na základě staroslovenské předlohy, která se nedochovala - její existence není ovšem bezpečně doložena. Legenda má i svou historiografickou hodnotu, dosti důvěryhodně například zní její tvrzení, že předtím než se stal poustevníkem, byl Prokop ženat a měl dítě, což by "purifikující" legendista patrně zamlčel. Uvádí, že Prokop byl Čech a dostalo se mu staroslověnského vzdělání, tedy vzdělání v učenecké linii sahající k cyrilometodějské misii. Závěr textu, který vyjmenovává Prokopovy posmrtné zázraky, patrně není původní a byl připojen k textu později. Do češtiny byla Vita minor přeložena nejpozději ve 3. čtvrtině 14. století. Dochovala se ve 25 rukopisech z 13. až 15. století. Přesto byla prakticky zapomenuta až do roku 1903, kdy ji znovuobjevil Josef Pekař. Legenda dokazuje, že svatý Prokop mohl ještě ve 12. století znamenat jakousi politickou protiváhu kultu svatého Václava, který prosazovala přemyslovská panovnická dynastie spolu se západní orientací. S jasným vítězstvím západní orientace patrně uvadl i prokopský kult.
V první polovině 14. století vznikla nová verze legendy zvaná Vita maior (či: Beatus igitur Procopius). Do té byly zapracovány některé "novinky" podle vzoru tehdy velmi populárního díla Legenda aurea Jakuba de Voragine. Vita maior vypustila zmínku o manželství, z Prokopova syna udělala jeho žáka, dodala Prokopovi urozený původ (podle Vita minor se narodil v chudobě) a přidala řadu zázraků. Historikové Vita maior považují za méně důvěryhodnou než Vita minor. V předmluvě Vita maior se uvádí, že vychází z prastaré slovanské předlohy. Literární historikové jsou si jisti, že předlohou byla Vita minor. Předmluva tak patrně klame. Alternativní výklad říká, že zmínka o slovanské předloze pochází ze ztracené předmluvy k Vita minor. Vita maior v době Karlově posloužila jako předloha k česky psané veršované legendě zvané obvykle Legenda o svatém Prokopu, která se stala součástí Staročeského pasionálu.